# 篠原統
篠原 統（しのはら おさむ、1971年10月26日 - ）は、東京都八王子市出身の元サッカー選手、指導者。ポジションはフォワード。

## 来歴
都立駒場高校を卒業後、日本サッカーリーグ2部の読売ジュニオールに加入。
1992年、読売ジュニオールが日本プロサッカーリーグのヴェルディ川崎のサテライトチームとして再編されたことに伴い、同クラブに加入。トップチームでの出場機会はなく、同シーズン限りで退団した。その後は、横河電機サッカー部（後の横河武蔵野FC、現東京武蔵野シティFC）や青梅FCでプレーした。
1995年から横河の選手兼スクールコーチとして活動を始め、1999年に同クラブのジュニアコーチに就任した。以来、横河の育成部門で10年近く指導に関わった後、2007年にNPO法人Sports Unityや、三鷹FAJrユースを立ち上げた。2020年現在はSports Unity代表や三鷹FAJrユース監督のほか、東京都女子サッカーリーグのフィオーレ武蔵野FCでヘッドコーチ兼テクニカルコーチを務めている。

## 個人成績
出典
| 国内大会個人成績 | 国内大会個人成績 | 国内大会個人成績 | 国内大会個人成績 | 国内大会個人成績 | 国内大会個人成績 | 国内大会個人成績 | 国内大会個人成績 | 国内大会個人成績 | 国内大会個人成績 | 国内大会個人成績 | 国内大会個人成績 |
| 年度             | クラブ           | 背番号           | リーグ           | リーグ戦         | リーグ戦         | リーグ杯         | リーグ杯         | オープン杯       | オープン杯       | 期間通算         | 期間通算         |
| 年度             | クラブ           | 背番号           | リーグ           | 出場             | 得点             | 出場             | 得点             | 出場             | 得点             | 出場             | 得点             |
| 日本             | 日本             | 日本             | 日本             | リーグ戦         | リーグ戦         | リーグ杯         | リーグ杯         | 天皇杯           | 天皇杯           | 期間通算         | 期間通算         |
| ---------------- | ---------------- | ---------------- | ---------------- | ---------------- | ---------------- | ---------------- | ---------------- | ---------------- | ---------------- | ---------------- | ---------------- |
| 1990-91          | 読売Jr           |                  | JSL2部           | 13               | 0                | 0                | 0                |                  |                  |                  |                  |
| 1991-92          | 読売Jr           | 13               | JSL2部           | 10               | 1                | 0                | 0                |                  |                  |                  |                  |
| 1992             | V川崎            | -                | J                | -                | -                | 0                | 0                |                  |                  |                  |                  |
| 通算             | 日本             | 日本             | J                | 0                | 0                | 0                | 0                |                  |                  |                  |                  |
| 通算             | 日本             | 日本             | JSL2部           | 23               | 1                | 0                | 0                |                  |                  |                  |                  |
| 総通算           | 総通算           | 総通算           | 総通算           | 23               | 1                | 0                | 0                |                  |                  |                  |                  |

## 著書
- 『選手を伸ばす!少年サッカーコーチング』ナツメ社、2007年。ISBN 978-4-8163-4271-4。